# Peyriat

Peyriat este o comună în departamentul Ain din estul Franței.